# Märkische Volksstimme (1890–1933)
Die Märkische Volksstimme war eine Zeitung der SPD in der Provinz Brandenburg von 1890 bis 1933.

## Geschichte
Am 1. April 1890 erschien die  erste Ausgabe der Märkischen Volksstimme in Frankfurt (Oder). Chefredakteur war Georg Schöpflin (bis 1897). Die Zeitung erschien anfangs dreimal wöchentlich, seit 1902 sechsmal wöchentlich. Die Bezeichnung war einige Jahre später sozialdemokratisches Organ für die Provinz Brandenburg.
Es gab Regionalausgaben. Seit 1919 gab es eine Märkische Volksstimme als sozialdemokratisches Organ für den Regierungsbezirk Frankfurt.
Am 28. Februar 1933 erschien die letzte Ausgabe, die Zeitung wurde danach verboten.
Seit 1946 gab es eine Tageszeitung der SED mit diesem Namen, die aber wahrscheinlich keine personellen oder organisatorischen Beziehungen zur vorherigen SPD-Zeitung hatte.